# Organic Reactions
Organic Reactions (Org. React.) – czasopismo naukowe zawierające zbiór ważnych reakcji chemicznych w syntezie organicznej opatrzonych komentarzami oraz konkretnymi przykładami przedstawionymi w tabelach z uwzględnieniem stereochemii, reakcji ubocznych oraz warunków przeprowadzania reakcji. Wydawane jest przez John Wiley & Sons. Pismo opracowane jest na podstawie wypróbowanych przepisów opublikowanych w recenzowanych czasopismach naukowych. Aktualnie na zbiór składa się z ponad 140 000 reakcji chemicznych.
Redaktorem naczelnym jest Scott E. Denmark – profesor University of Illinois at Urbana-Champaign.